# خوسيه ماريا بوستييو
خوسيه ماريا بوستييو (بالإنجليزية: José María Bustillo (Honduran))‏ (و. القرن 18 – 1835 م) هو سياسي من .